# NGC 2183
NGC 2183 (другое обозначение — LBN 996) — отражательная туманность в созвездии Единорога. Открыта Биндоном Стони в 1850 году. Расположена во внешнем спиральном рукаве Млечного Пути. Этот объект входит в число перечисленных в оригинальной редакции «Нового общего каталога».
Данный объект находится рядом с небесным экватором, что позволяет его наблюдать из разных полушарий.

## Исследование
Исследование туманности и её окрестностей было проведено в сентябре 1977 года. Спектральные измерения на частоте 3,3 ГГц, дали понять, что NGC 2183 является местом активного звездообразования наряду с туманностью Mon R2. Также было выявлено, что в туманности содержатся молекулы CH и CO.